# Brachystephanus jaundensis
Brachystephanus jaundensis är en akantusväxtart. Brachystephanus jaundensis ingår i släktet Brachystephanus och familjen akantusväxter.

## Underarter
Arten delas in i följande underarter:
- B. j. jaundensis
- B. j. nemoralis
- B. j. nimbae
- B. j. brevitubus